# 宇文洛生
宇文 洛生（うぶん らくせい、? - 528年）は、北周の宗室。莒荘公。宇文泰の兄にあたる。

## 経歴
宇文肱と楽浪王氏のあいだの三男として生まれた。若くして任侠を好み、武芸を尊んだ。壮年となると、施しを好み士人を愛した。葛栄が鮮于修礼を破ると、洛生は漁陽王に封ぜられ、宇文肱の残党を率いた。ときに洛生王と呼ばれ、幕下に驍勇の者を多く集めて、葛栄の軍中では最も多くの勝利を挙げた。爾朱栄が葛栄の乱を平定すると、洛生は捕らえられて晋陽に移された。洛生は爾朱栄にその勇名を憎まれ、間もなく殺害された。
561年、使持節・太保・柱国大将軍・大冢宰・大宗伯・大都督・并肆等十州諸軍事・并州刺史の位を追贈され、莒国公に追封された。諡は荘といった。
子の宇文菩提は、高歓に殺害された。宇文護の子の宇文至（字は乾附）が後を嗣いだ。宇文至が宇文護の罪に連座して殺されると、衛王宇文直の子の宇文賓（字は乾瑞）が嗣いだ。さらに斉王宇文憲の子の広都公宇文貢（字は乾禎）が嗣いだ。

## 伝記資料
- 『周書』巻十 列伝第二
- 『北史』巻五十七 列伝第四十五